# Сильватико, Маттео
Маттео Сильватико (лат. Matthaeus Silvaticus; 1285 — 1342) — средневековый врач и ботаник. 
Наибольшую известность получил как автор научного трактата о лекарственных средствах «Opus Pandectarum Medicinae», который он закончил около 1317 года. В большинстве случаев в работе описываются лекарства растительного происхождения, обычно травы. В средневековой Европе работа пользовалась большой популярностью, в разных странах было выпущено по крайней мере одиннадцать изданий книги.

## Биография
Точных сведений о жизни Маттео Сильватико сохранилось мало. Родился в 1280-х годах, вероятно в северной Италии в Мантуе.
Жил и работал на юге Италии в Салерно, где преподавал в медицинской школе. Там же основал первый в мире ботанический сад «Giardino della Minerva».
Умер приблизительно в 1342 году.

## Труды
- Liber pandectarum medicinae. 1498, 1541
- Pandecta synonymarum et medicinarum simplicium aggregatarum.